# Велика варварська армія

Карта маршруту Великої язичницької армії, пройденого в 865—878 роках.

Велика варварська армія, або Велика армія, або Велика данська армія (англ. Great Heathen Army / Great Army / Great Danish Army) — армія вікінгів родом з Данії, яка розграбувала і завоювала більшу частину Англії в IX столітті. На відміну від багатьох скандинавських набігів армій того періоду, джерела не дають точного цифри їх чисельності, але це, очевидно, були найбільші сили в своєму роді, включаючи сотні суден і тисячі людей.
Термін «велика язичницька армія» був використаний в англосаксонському часописі. Витоки армії можна побачити в групі, що напала на Париж у 845 році. Вони увірвалися в регіон близько 850 року, неодноразово захоплюючи Руан і різні невеликі міста, ймовірно легко захищені.

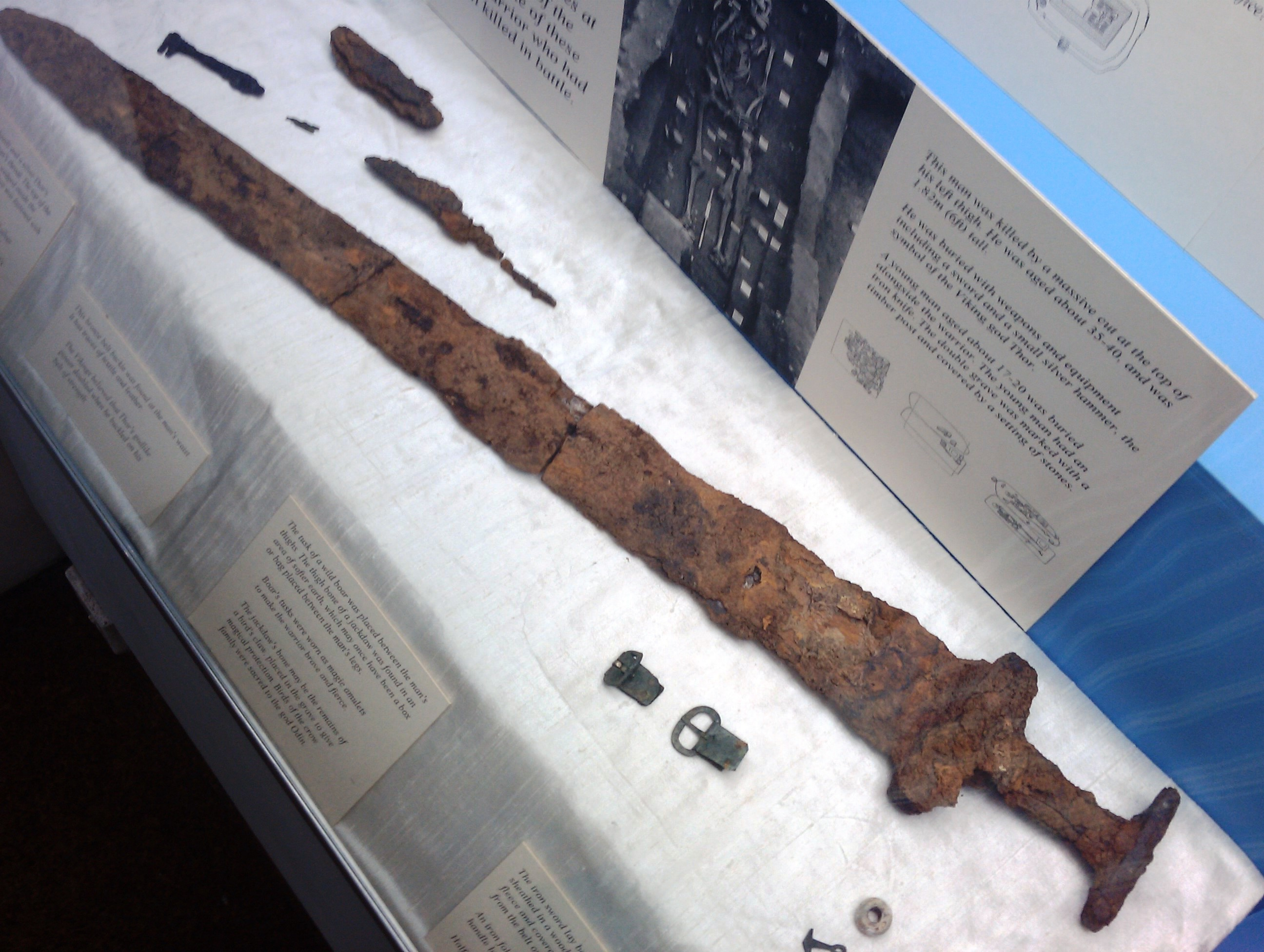
Меч вікінга з Рептона; колекція Музею і художньої галереї Дербі

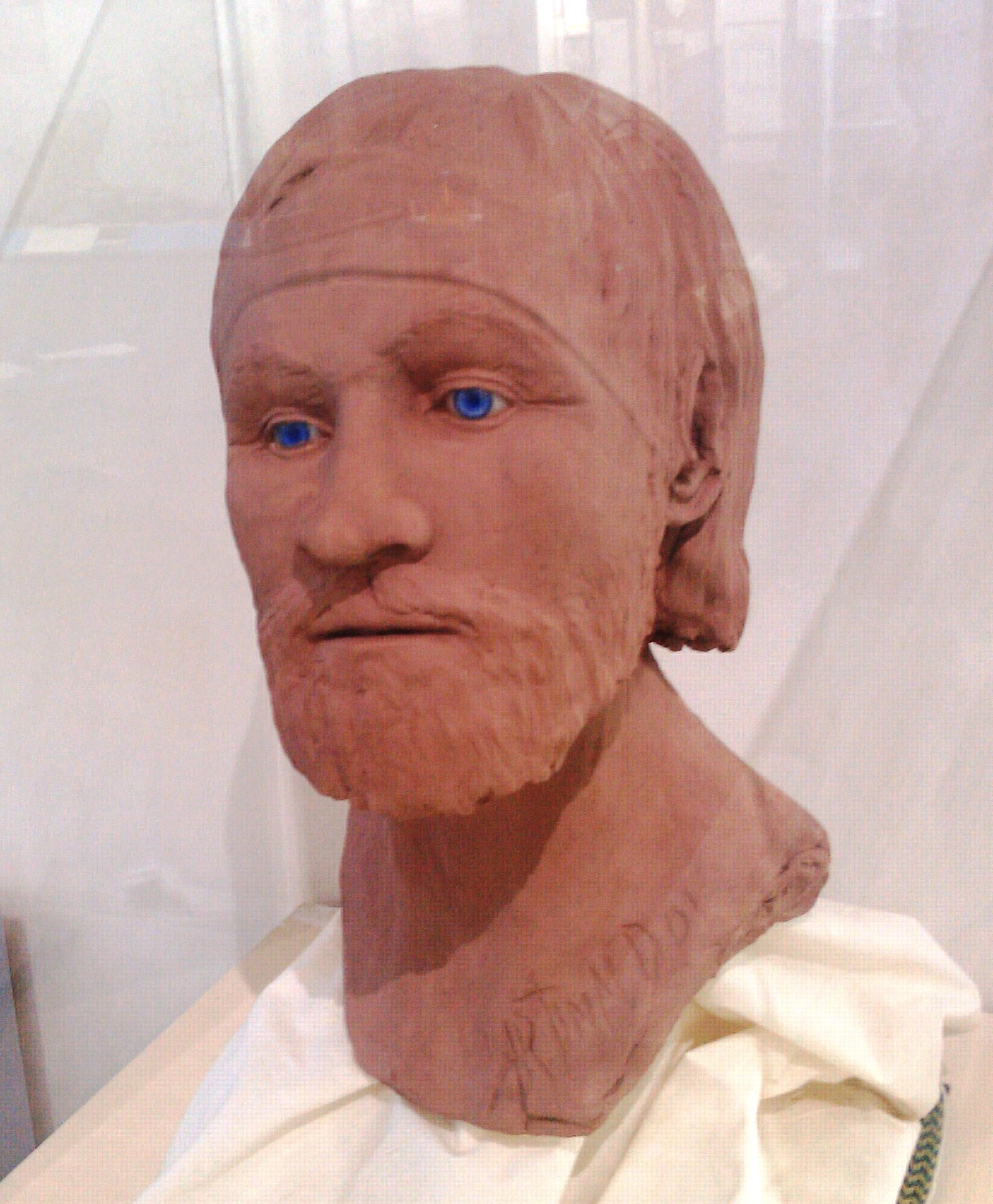
Реконструкція вікінга із Рептона; колекція Музею і художньої галереї Дербі

Набравшись досвіду в Європі, у 865 році армія рушила в Британію, висадившись в східній Англії, на острові Танет, ці події підтверджуються англосаксонським часописом, і археологічними дослідженнями. Під командуванням Івара Безкосного і Гальфдана, синів Рагнара Лодброка, вони спрямували сили на завоювання й заселення Англії. Згідно зі скандинавськими сагами, це було помстою за смерть Рагнара Лодброка, але історичність цього твердження не визначена.
В кінці 866 була завойована Нортумбрія, у 870 році за нею було захоплено королівство Східна Англія. У 871 році прибула Велика літня армія (Great Summer Army) на чолі із Баґсекґом. Вона посилила Данську армію, і в 874 році була завойована Мерсія. Доказом їх перебування в Дербіширі є братська могила на 250 чоловік в Рептоні і кілька десятків курганів зі слідами кремації в сусідньому Інглбі. У тому ж році значна частина військ оселилася на завойованих територіях, а потім і ще одна група в 877 році. Гальфдан рушив на північ, щоб атакувати піктів, а Ґутрум став лідером війни на півдні, у 876 році до них приєдналися нові сили, і вони виграли битву при Верхемі. Однак Альфред Великий відбивався, і врешті-решт здобув перемогу в битві при Етандуні в 878 році і уклав Ведморский договір.
У 879 році безліч норманів зі складу цієї армії прибули на континент і почали здійснювати набіги на землі Фрісландії і Фландрії. Ватажком вікінгів був конунг Готфрід. Руйнування зазнали майже всі північно-західні області Східно-Франкської держави. Попри поразку, завдану вікінгам королем Східно-Франкської держави Людовіком III Молодшим в битві при Сокурі в серпні 881 року, їм вдалося побудувати укріплений табір в Ельслоо і в 882 році головною метою їх походів стала Лотарингія. Норманами були захоплені й розграбовані всі найбільші лотаринзькі міста (в тому числі, Кельн, Бонн, Трір, Мец, Бінген, Вормс і Ахен), зруйновані майже всі монастирі, включаючи Прюмське абатство. Дуже серйозно постраждали володіння Льєзької єпархії: вікінгами були спалені міста Тонгерен і Маастрихт, абатства в Ставело, Мальмеді і Сінт-Трейдені. Велика частина жителів і ченців, які не встигли втекти, були вбиті. Сам Льєж був захоплений і також спалений норманами, але, згідно з переказами, заступництво святого Ламберта не дозволило вікінгам розграбувати єпископську скарбницю. Також вдалося врятувати і більшість священних реліквій, перевізши їх у безпечніші місця. Пізніші перекази розповідали про численні чудеса, що нібито сталися під час цих лих, і пов'язували з цим руйнуванням загибель кількох лотаринзьких святих, що померли, насправді, задовго до цих подій.
Новий король Східно-Франкської держави Карл III Товстий не зміг надати вікінгам достойного збройного опору і був змушений підписати з ними мир, надавши їхньому ватажку Готфріду титул герцога Фрісландії і видавши за нього заміж свою дочку. Однак після вбивства Готфріда в 885 році набіги норманів відновилися. В цьому ж році вікінги спробували знову напасти на Льєж, але були розбиті.
Після того як Арнульф Каринтійський, якого «Діяння єпископів Льєжа» називають родичем єпископа Льєжа Франкона, у 888 році отримав корону Східно-Франкської держави, він активізував боротьбу з розташованими в його володіннях норманами. Свого апогею ця боротьба досягла в 891 році. Спочатку успіх був на боці вікінгів, яким під командуванням конунга Зігфріда вдалося розбити військо королівських васалів в бою на річці Гьойл. Але потім нормани зіткнулися з військом, яке особисто очолював король Арнульф. В результаті кровопролитного бою при Льовені військо вікінгів було повністю розгромлено, Зігфрід і безліч норманів загинули. Ця поразка поклала край масовим набігам вікінгів на землі Східно-Франкського королівства. Серед учасників Льовенської битви пізніші хроніки називають імена графа Ено Реньє Довгошийого і єпископа Франкона, а «Діяння єпископів Льєжа» приписують останньому особливо видатну роль в перемозі над ворогом, розповідаючи про особисту участь єпископа в битві.
В Англії поселенці з колишньої армії язичників утворили Королівство Йорк, що існувало до 950-х років.
Ймовірне поховання воїнів армії знаходиться у Вересовому лісі Дербишира.